# Diecézní charita Brno
Diecézní charita Brno (DCHB) je nezisková humanitární organizace zřizovaná biskupstvím brněnským podle Kodexu kanonického práva (kánon 114, 116) jakožto církevní právnická osoba. Je členem Sdružení Česká katolická charita a součástí římskokatolické církve, její činnost se zaměřuje zejména na oblast brněnské diecéze, nicméně v omezené míře obstarává i humanitární pomoc pro zahraničí. Založena byla v roce 1922, obnovena 1992.

## Struktura a činnost
Náplň činností organizace je služba a pomoc lidem v nouzi, bez ohledu na jejich příslušnost k rase, národnosti, náboženství, státní a politické příslušnosti. Její organizační struktura se člení na 10 oblastních charit. DCHB soustřeďuje svoji činnost na sociálně-zdravotnické ústavy a projekty na území brněnské diecéze, nicméně organizuje i humanitární pomoc pro zahraničí, konkrétně jde (mimo příležitostné sbírky pro oběti katastrof) zejména o pomoc sirotkům na Ukrajině.

## Historie
Diecézní charita Brno vznikla pod vlivem a příkladem arcibiskupa A. C. Stojana a P. L. A. Bláhy, kaplana na Svatém Kopečku u Olomouce, 22. března 1922 jakožto diecézní Svaz Charity. Jeho úkolem byla centralizace a zefektivnění charitativního úsilí na území brněnské diecéze. Její činnost byla nejprve omezena nacistickou okupací a poté (po reorganizaci a dalším přechodném rozšíření aktivit v poválečných dobách) byla napřed radikálně omezena (1949–1951) a nakonec zcela zrušena a několik málo zbylých ústavů a zařízení, které nebyly zestátněny, připadlo komunisty ovládané České katolické charitě. Po sametové revoluci došlo k rozsáhlé personální výměně ve vedení České katolické charity, která se stala organizací katolické církve a v únoru 1992 byla znovu zřízena diecézní charita Brno. V roce 2017 oblastní charita Třebíč část diecézní charity Brno získala ocenění Cena hejtmana Kraje Vysočina za společenskou odpovědnost v kategorii veřejný sektor - ostatní.

### Ředitelé DCHB po jejím obnovení
- Pavel Hoder (1992–1994)
- Oldřich Haičman (pověřen řízením 1994, ředitel od 1995), do 2024
- Pavel Kolmačka od 1. září 2024

## Části DCHB
Diecézní charitu Brno tvoří oblastní charity:
- Brno
- Blansko
- Rajhrad
- Hodonín
- Břeclav
- Znojmo
- Třebíč
- Žďár nad Sázavou
- Jihlava
- Tišnov